# Carcelia puberula
Carcelia puberula là một loài ruồi trong họ Tachinidae.